# المدن المقدسة
المدينة المقدسة هي المدن التي ذات أهمية لتاريخ أو عقيدة دين معين. قد تحتوي هذه المدن أيضًا على مجمع مقر واحد على الأقل (غالبًا ما يحتوي على مبنى ديني، أو مدرسة دينية، أو ضريح، أو مقر إقامة رجل الدين الرئيسي للدين، أو غرف مكاتب القيادة الدينية) والذي يشكل وجهة رئيسية لحركة المرور البشرية، أو الحج إلى المدينة، وخاصة للاحتفالات والطقوس الكبرى. المدينة المقدسة هي مدينة رمزية، تمثل سمات تتجاوز خصائصها الطبيعية. اقترح خبراء التسويق أن المدن المقدسة قد تكون أقدم العلامات التجارية، وبشكل أكثر تحديدًا، العلامات التجارية للمكان لما لها من قيمة مضافة من خلال تصور أتباع الدين.

### أوروبا

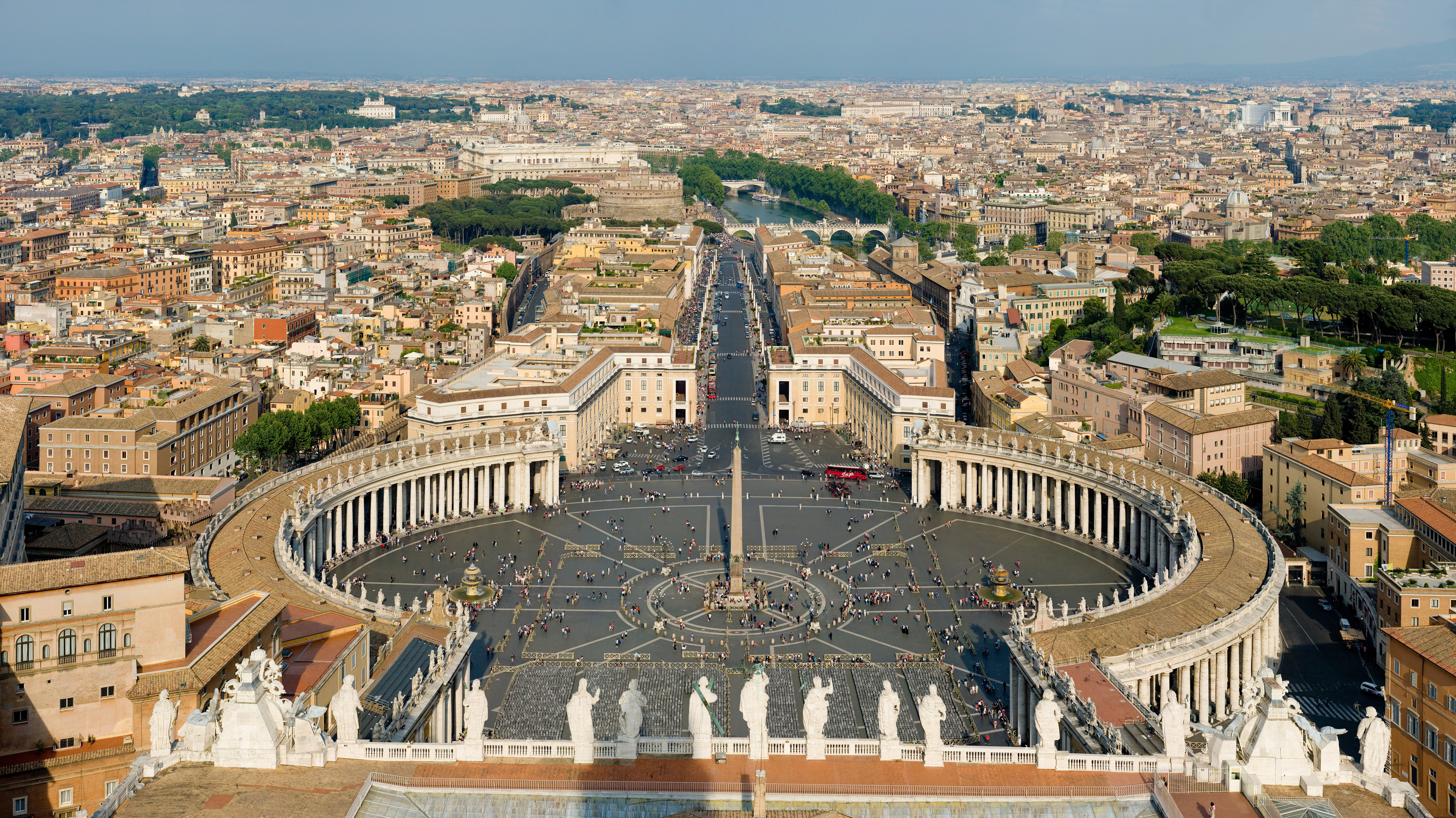
ساحة القديس بطرس، مدينة الفاتيكان.

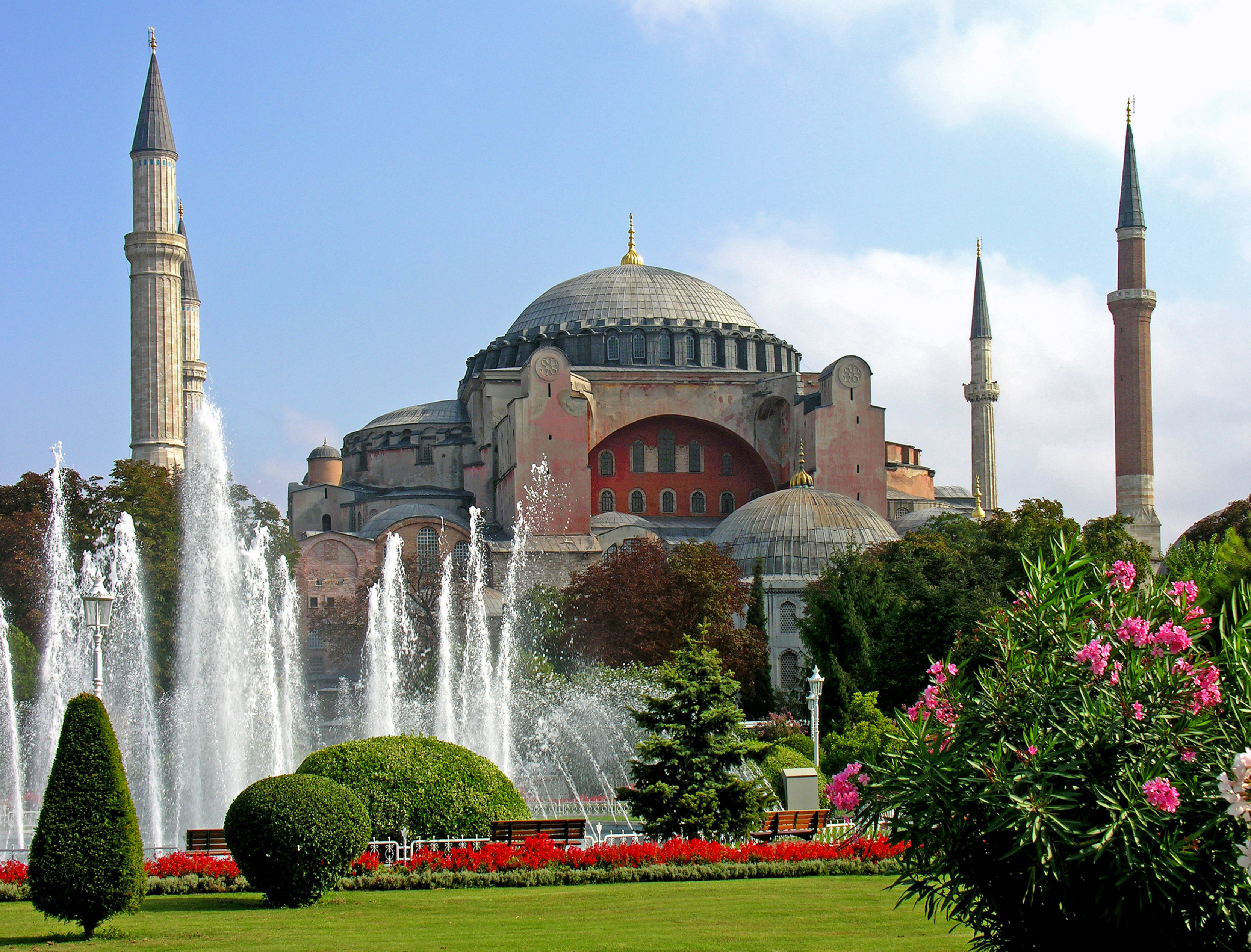
آيا صوفيا، اسطنبول.

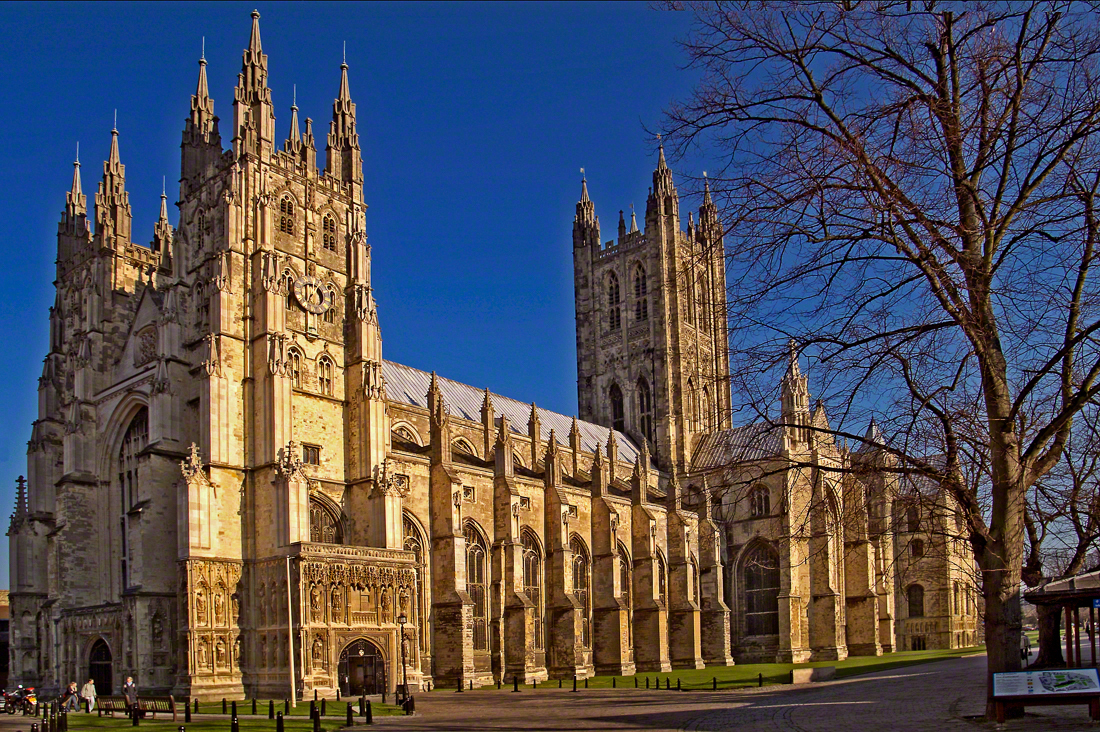
كاتدرائية كانتربري.

## قائمة المدن المقدسة في العالم

### أفريقيا
| مدينة         | دولة                        | الدين(الأديان) |
| ------------- | --------------------------- | -------------- |
| أكسوم         | أثيوبيا                     | المسيحية       |
| الإسكندرية    | مصر                         | المسيحية       |
| إيوو          | نيجيريا                     | المسيحية       |
| هرر           | أثيوبيا                     | الإسلام        |
| إذا           | نيجيريا                     | ديانة اليوروبا |
| لاليبيلا      | أثيوبيا                     | المسيحية       |
| نكامبا        | جمهورية الكونغو الديمقراطية | كيمبانجويسم    |
| القيروان      | تونس                        | الإسلام        |
| نري-إيغبو     | نيجيريا                     | أودينالا       |
| نقطة سانغومار | السنغال                     | دين سيرير      |
| يابويابو      | السنغال                     | دين سيرير      |

### آسيا

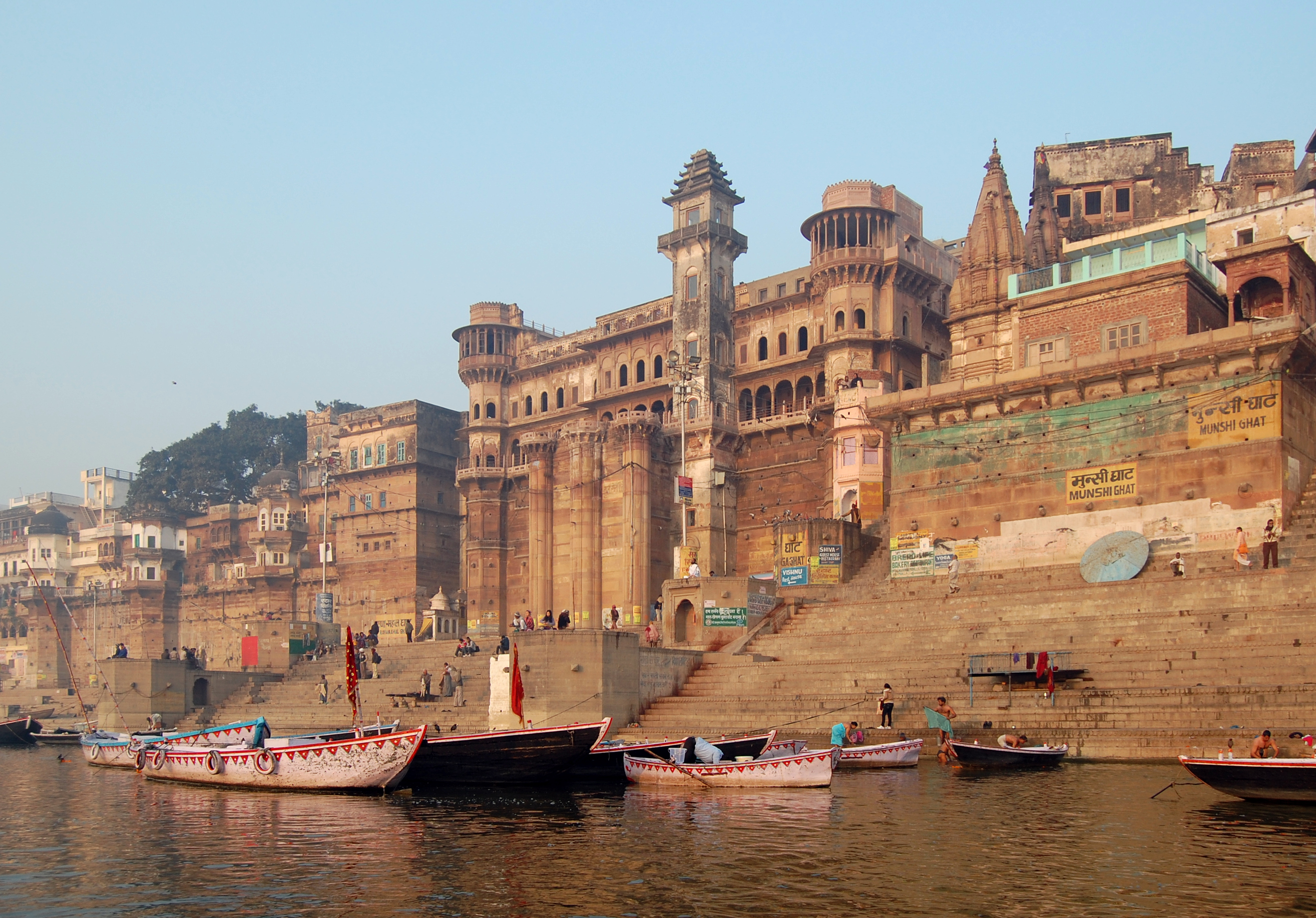
فاراناسي ،واحدة من أقدم وأقدس المدن الهندوسية

#### غرب وجنوب آسيا

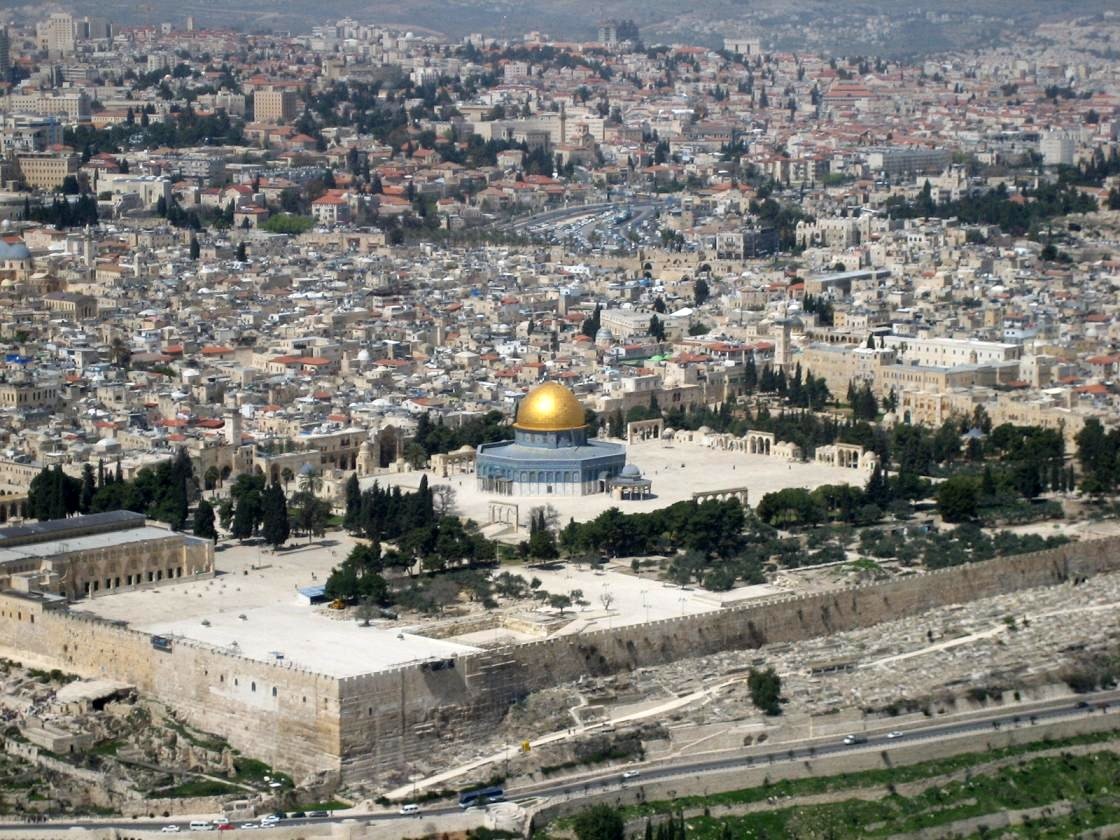
الحرم الشريف، القدس، مدينة مقدسة في اليهودية والمسيحية والإسلام

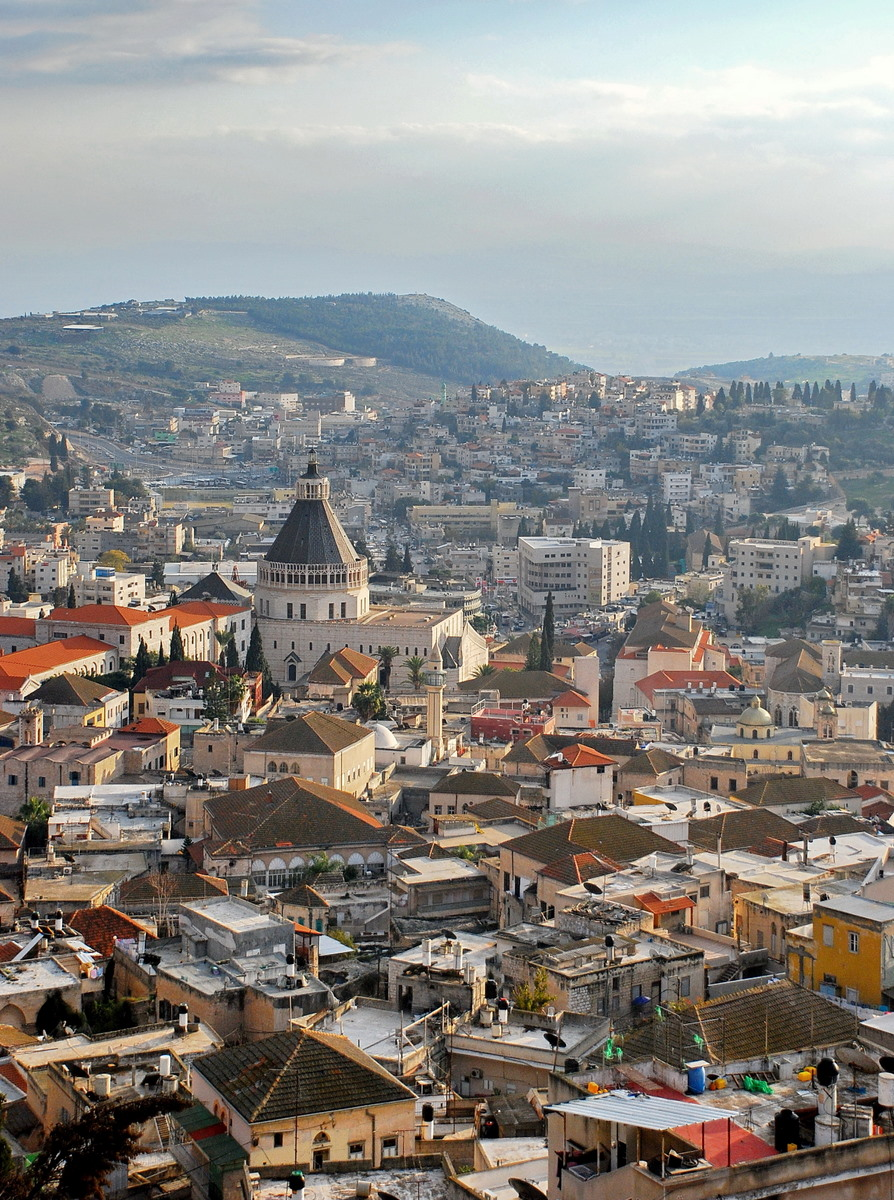
الناصرة مدينة مقدسة في المسيحية

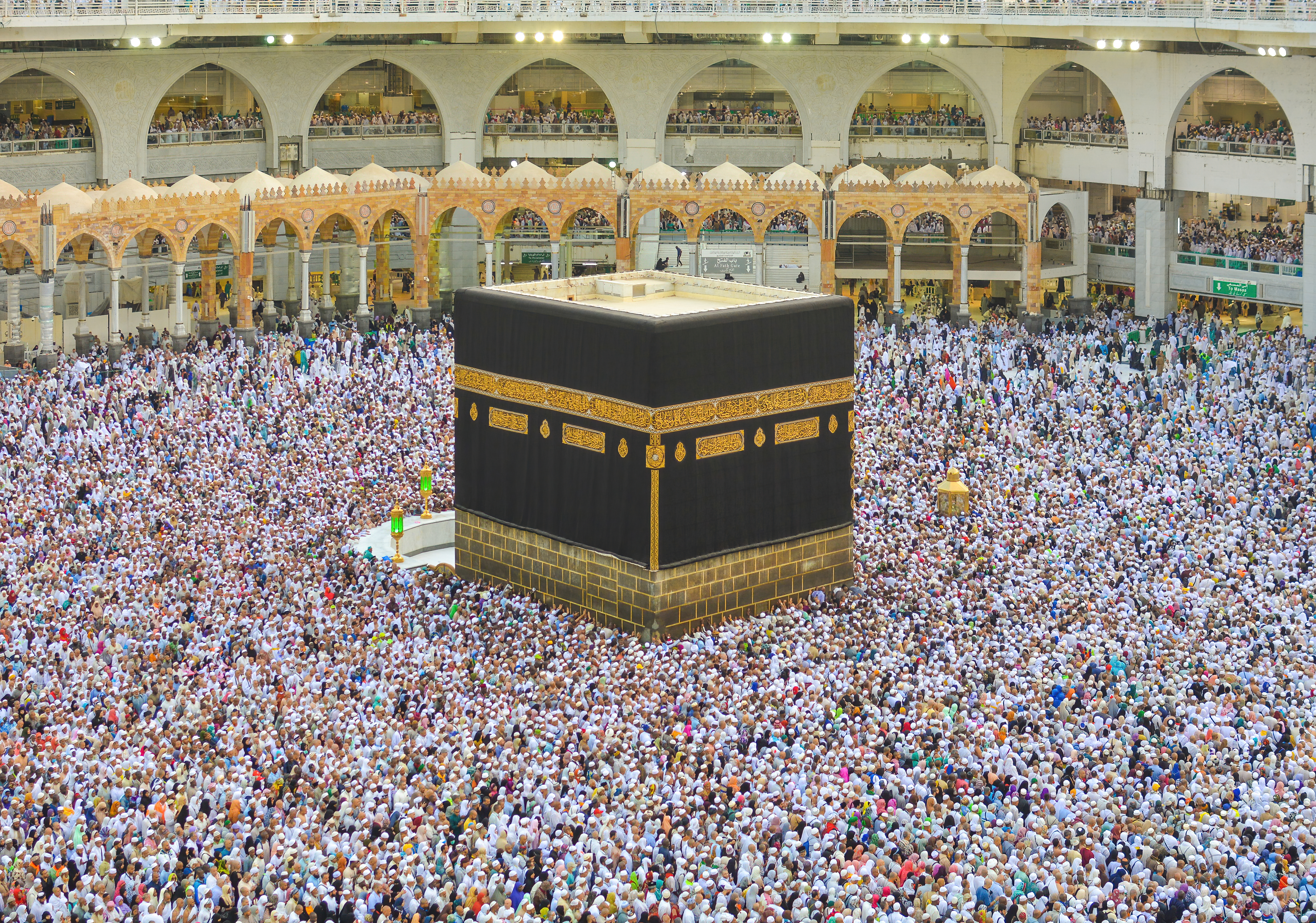
الكعبة في مكة المكرمة، أقدس مدينة في الإسلام

| City                                      | Country                                | Religion(s)                          |
| ----------------------------------------- | -------------------------------------- | ------------------------------------ |
| أمرتسر                                    | الهند                                  | السيخية                              |
| Anandpur Sahib                            | الهند                                  | السيخية                              |
| أنطاكية (تركيا) (أنطاكية (مدينة تاريخية)) | تركيا                                  | المسيحية                             |
| أيوديا                                    | الهند                                  | الهندوسية                            |
| بلخ                                       | أفغانستان                              | الإسلام                              |
| بيروت                                     | لبنان                                  | المسيحية                             |
| بيت لحم                                   | فلسطين                                 | المسيحية، اليهودية                   |
| بود جايا                                  | الهند                                  | البوذية، الهندوسية                   |
| Dwarka                                    | الهند                                  | الهندوسية                            |
| حيفا                                      | إسرائيل                                | البهائية                             |
| الخليل                                    | فلسطين                                 | اليهودية, الإسلام                    |
| حطين (قرية)                               | إسرائيل                                | موحدون دروز                          |
| القدس                                     | إسرائيل / فلسطين (الوضع السياسي للقدس) | اليهودية، المسيحية، الإسلام          |
| كانتشيبورام                               | الهند                                  | الهندوسية، الجاينية، البوذية         |
| هاريدوار                                  | الهند                                  | الهندوسية                            |
| كربلاء                                    | العراق                                 | الإسلام                              |
| كاتماندو                                  | نيبال                                  | الهندوسية                            |
| خلوات البياضة                             | لبنان                                  | موحدون دروز                          |
| الكوفة                                    | العراق                                 | الإسلام                              |
| لاهور                                     | باكستان                                | الإسلام، السيخية                     |
| لومبيني                                   | نيبال                                  | البوذية                              |
| مشهد                                      | Iran                                   | الإسلام                              |
| ماثورا                                    | الهند                                  | الهندوسية                            |
| مكة                                       | السعودية                               | الإسلام                              |
| المدينة المنورة                           | السعودية                               | الإسلام                              |
| Meron                                     | إسرائيل                                | اليهودية                             |
| متسخيتا                                   | Georgia                                | المسيحية                             |
| ناشك                                      | الهند                                  | الهندوسية، البوذية                   |
| نابلس                                     | فلسطين                                 | اليهودية, السامرية (ديانة)           |
| النجف                                     | العراق                                 | الإسلام                              |
| نانكانا صاحب                              | باكستان                                | السيخية                              |
| الناصرة                                   | إسرائيل                                | المسيحية                             |
| الله آباد                                 | الهند                                  | الهندوسية                            |
| قم                                        | إيران                                  | الإسلام                              |
| صفد                                       | إسرائيل                                | اليهودية                             |
| طبريا                                     | إسرائيل                                | اليهودية                             |
| فاغارشابات                                | أرمينيا                                | المسيحية (الكنيسة الرسولية الأرمنية) |
| فاراناسي                                  | الهند                                  | الهندوسية، البوذية                   |

#### آسيا الوسطى والشرقية
| مدينة   | دولة      | الدين(الأديان)  |
| ------- | --------- | --------------- |
| بيجانغ  | تايوان    | الدين الشعبي    |
| داجيا   | تايوان    | الدين الشعبي    |
| إيسي    | اليابان   | شنتو            |
| كيوتو   | اليابان   | البوذية والشنتو |
| تينري   | اليابان   | تينريكيو        |
| لاسا    | الصين     | البوذية         |
| تركستان | كازاخستان | التصوف          |

#### جنوب شرق آسيا

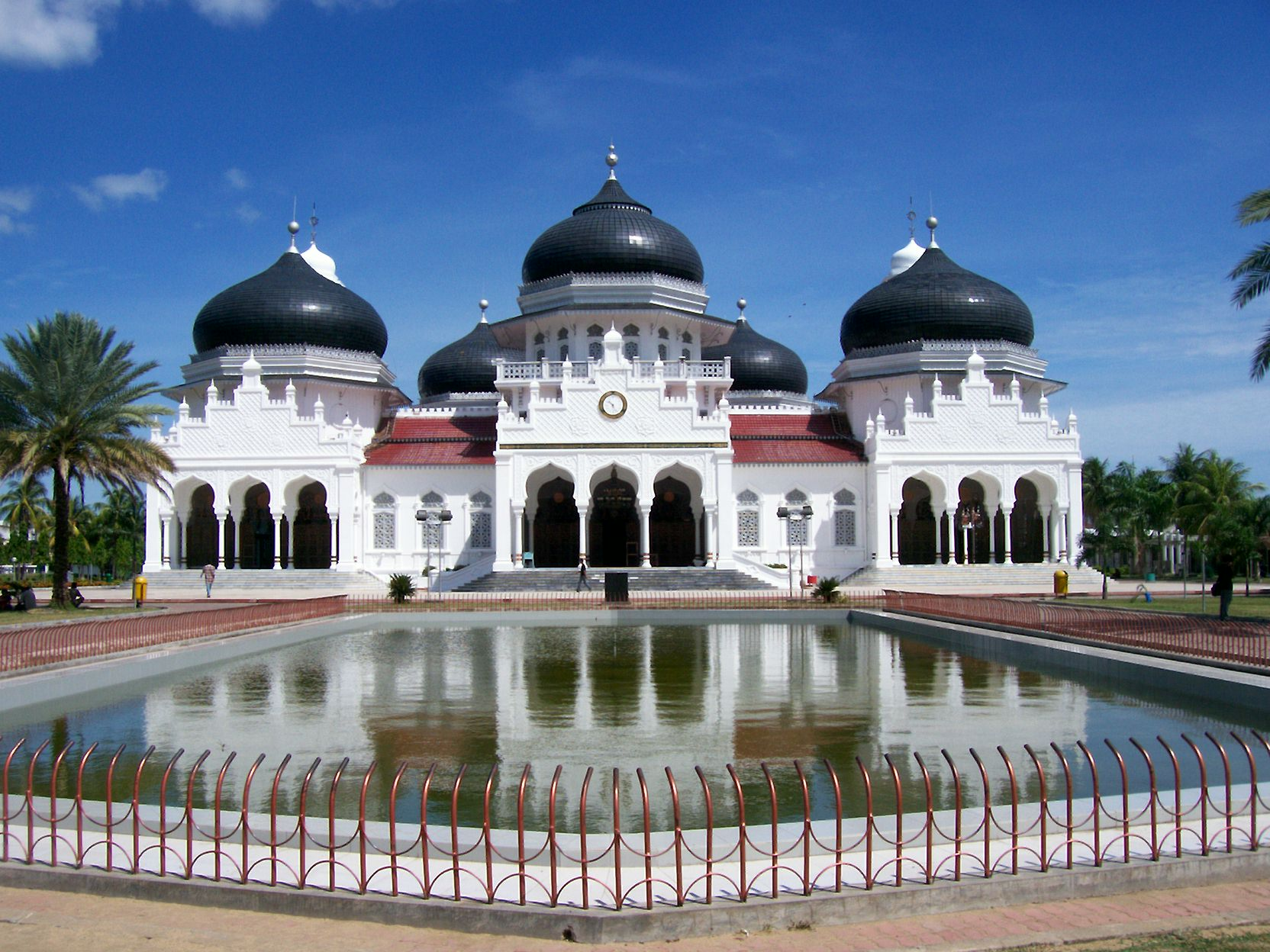
مسجد بيت الرحمن الكبير في باندا آتشيه ، رمز تطبيق الشريعة الإسلامية في آتشيه

| مدينة                      | دولة    | الدين(الأديان)                   |
| -------------------------- | ------- | -------------------------------- |
| مدينة سيبو                 | فيلبيني | المسيحية                         |
| السلفادور، ميساميس الشرقية | فيلبيني | المسيحية                         |
| مدينة إيلويلو              | فيلبيني | المسيحية                         |
| Naga, Camarines Sur        | فيلبيني | المسيحية (الكاثوليكية الرومانية) |
| سيام ريب                   | كمبوديا | البوذية والهندوسية               |

### أمريكا الشمالية

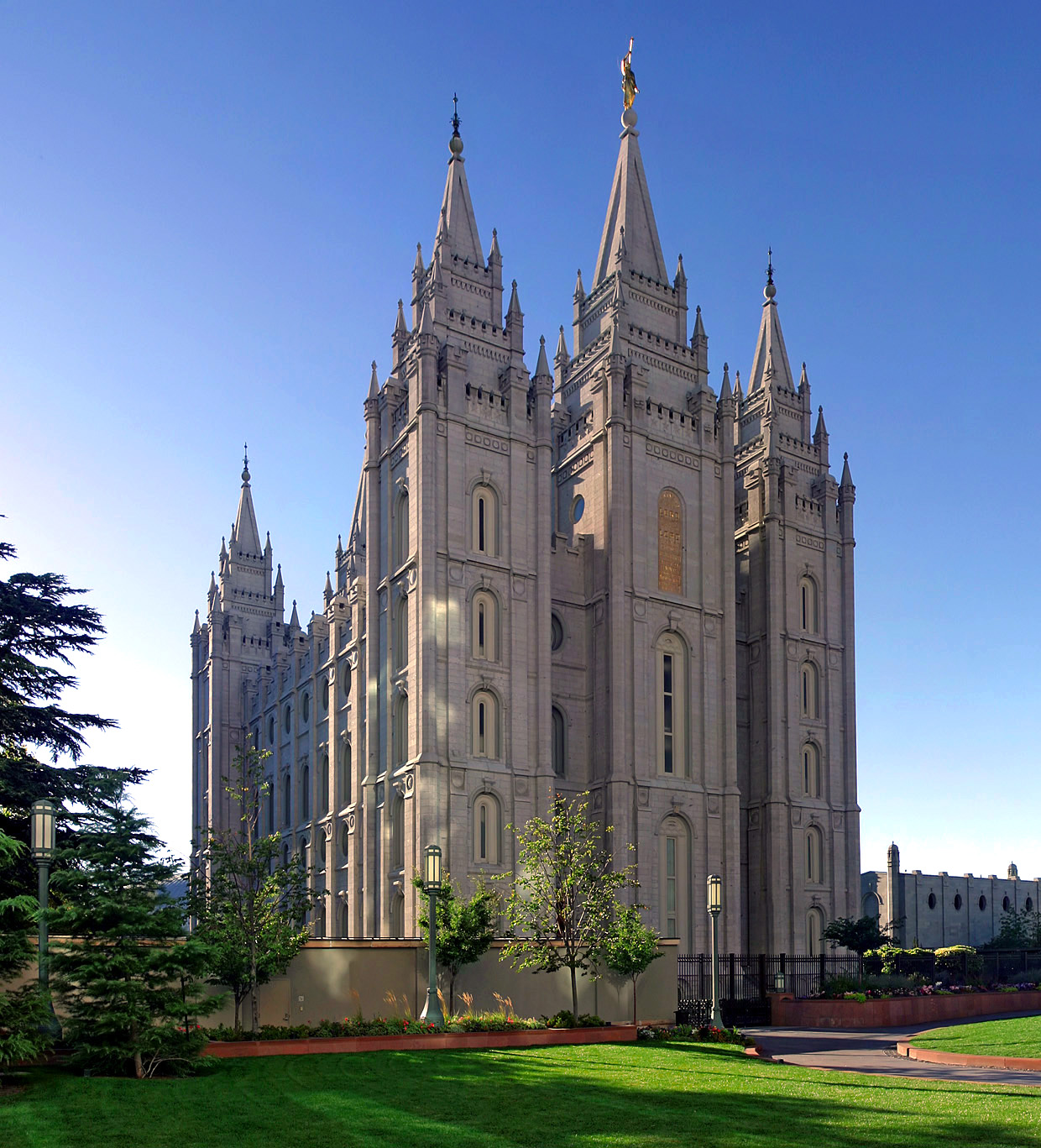
معبد سولت ليك في مدينة سولت ليك.

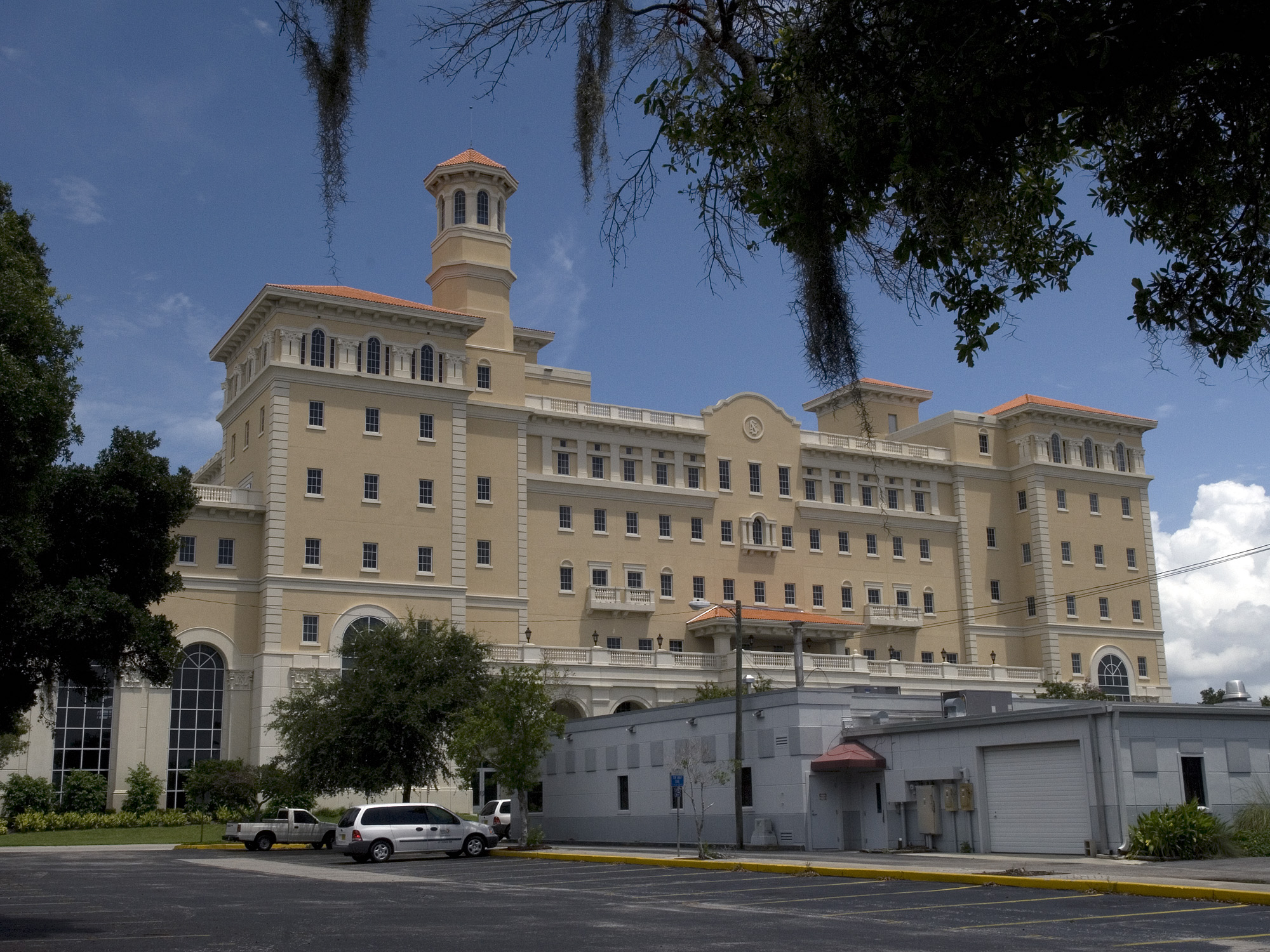
مبنى العلم في كليرواتر، فلوريدا.

| مدينة             | دولة             | الدين(الأديان)            |
| ----------------- | ---------------- | ------------------------- |
| كليرووتر، فلوريدا | الولايات المتحدة | كنيسة السيانتولوجيا       |
| مدينة مكسيكو      | المكسيك          | المسيحية                  |
| مدينة كيبيك       | كندا             | المسيحية                  |
| سولت ليك سيتي     | الولايات المتحدة | حركة قديسي الأيام الأخيرة |
| سيباريا           | ترينيداد وتوباغو | المسيحية والهندوسية       |

### أمريكا الجنوبية
| مدينة     | دولة      | الدين(الأديان) |
| --------- | --------- | -------------- |
| أباريسيدا | البرازيل  | المسيحية       |
| لوجان     | الأرجنتين | المسيحية       |

## روابط خارجية
- وسائط متعلقة بـ Holy cities في كومنز.